# سد الیکورا
سد الیکورا (به اسپانیایی: Alicurá Dam) یک سد و نیروگاه برقابی در آرژانتین است که در پاتاگونیا واقع شده‌است.